# استودیوی انیمیشن نیکلودئون
استودیوی انیمیشن نیکلودئون (انگلیسی: Nickelodeon Animation Studio) شرکت فیلم‌سازی آمریکایی است، که در سال ۱۹۹۰ تأسیس شد.